# Louis Capitan
Louis Capitan   (París, 19 d'abril de 1854 - París, 27 d'agost de 1929) va ser un metge, antropòleg i prehistoriador francès.
El seu interès per la prehistòria arrenca ja de 1869 quan va assistir a diverses conferències sobre el tema, tot i que posteriorment va estudiar medicina i el 1878 ja era metge internista a l'Hospital de París. Va fer descobriments mèdics importants, especialment en el camp de la parotiditis (galteres). El 1909 va ser escollit membre de l'Acadèmia de Medicina de París; esdevingué membre de la Legió d'Honor francesa el 1918 per la seva actuació mèdica amb ferits de la Segona Guerra Mundial.
En el camp de l'arqueologia, el 1898 va succeir Gabriel Mortillet en la càtedra d'Antropologia prehistòrica de la Universitat de Paris. El 1901 descobrí juntament amb Henri Breuil i Denis Peyrony les coves de Combarelles i Font-de-Gaume.
Va defensar l'ús del mètode estratigràfic i les seves excavacions es van estendre a França, Nord d'Àfrica, Mèxic i Estats Units.
El 1905, de bona fe es va veure involucrat en un frau producte de les excavacions de l'arqueòleg aficionat Ainaud d'Agnel. Aquest va trobar útils de sílex d'origen egipci que feren creure en una presència antiga dels egipcis a França, teoria que va ser avalada per Capitan. Els objectes eren autèntics però havien estat comprats a un antiquari i posats aposta per a ser "descoberts".
El 1924 es va ordir un altre frau, que ha rebut el nom del poble de Glozel de França, amb unes tauletes amb escriptures d'una antiguitat suposada de 14.000 anys; aquesta volta, Capitan va afirmar encertadament que es tractava d'una falsificació.